# 葛飾区立堀切小学校
葛飾区立堀切小学校（かつしかくりつ ほりきりしょうがっこう）は、東京都葛飾区堀切にある区立小学校。
現・葛飾区立堀切小学校は、2001年4月1日に旧・葛飾区立堀切小学校と葛飾区立東堀切（ひがしほりきり）小学校を閉校・統合し、旧堀切小学校の校地に改めて葛飾区立堀切小学校として開校したものである。

## 沿革
出典

### 旧・葛飾区立堀切小学校（堀切2-42-1）
- 1934年5月21日 - 東京府東京市立南綾瀬尋常高等小学校から分離し東京市堀切尋常小学校として開校。
- 1941年 - 東京市堀切国民学校に改称。
- 1943年 - 東京都堀切国民学校に改称。
- 1947年 - 葛飾区立堀切小学校に改称。
- 2001年3月31日 - 葛飾区立東堀切小学校と統合のため閉校。

### 葛飾区立東堀切小学校（堀切3-34-1）
- 1956年 - 開校。
- 2001年3月31日 - 葛飾区立堀切小学校と統合のため閉校。

### 現・葛飾区立堀切小学校（堀切2-42-1）
- 2001年
  - 4月1日 - 堀切小学校、東堀切小学校の統合新校として旧・堀切小学校校地に改めて葛飾区立堀切小学校が開校。同日、校歌制定。
  - 4月6日 - 開校式挙行。
  - 9月9日 - 放送室機器取替。
  - 10月15日 - 耐震補強工事完了。
  - 10月26日 - コンピュータ室改修。
  - 10月30日 - 開校記念式典挙行し、祝賀会開催。
- 2005年6月3日 - 普通教室エアコン設置工事。
- 2007年6月 - 理科室・家庭科室・特別支援教室エアコン設置。
- 2010年
  - 5月 - プール改修。
  - 6月 - 校舎周囲フェンス塗装。
  - 11月 - 開校10周年記念式典挙行。
- 2017年8月18日 - 第2校庭設置工事完了。
- 2018年3月22日 - 校舎外壁塗装完了。
- 2020年
  - 10月15日 - 開校20周年記念集会開催。
  - 10月24日 - 開校20周年記念式典挙行。
- 2021年
  - 2月 - プール外壁一部補修工事等完了。
  - 3月 - タブレット端末児童1人1台貸与。
  - 12月 - 体育館エアコン設置。
- 2022年11月 - 西側トイレ改修工事完了。

## 通学区域
- 宝町1丁目3～5、堀切2丁目1～66、堀切3丁目1～36、堀切4丁目9～10[3]

## 進学先中学校
- 葛飾区立堀切中学校[4]

## 交通アクセス
- 京成電鉄本線堀切菖蒲園駅から徒歩7分[1]。

## 著名な出身者
- 出口裕弘（作家、フランス文学者） - 旧堀切小学校
- 渡部香生子（競泳選手）